# Luigi Bertelli
Pour les articles homonymes, voir Bertelli.
Luigi Bertelli (né le 19 mars 1858 à Florence - mort le 27 novembre 1920 dans la même ville) est un écrivain et journaliste italien.
Il a utilisé le nom de plume Vamba pour écrire le récit des aventures de Jean la Bourrasque (nom original italien : Gian Burrasca), aussi nommé Giannino Furioso dans certaines traductions françaises.

## Biographie
Bibliophile passionné, amoureux des études, il fut un journaliste éducatif efficace. Il écrivit des textes en prose et en poésie pour les enfants.
Il fonda en 1906 Il giornalino della domenica (Le Journal du dimanche), qui continua à être publié jusqu’en 1924 par les éditions Bemporad.
Dans ce magazine pour la jeunesse apparurent les signatures de plusieurs des plus grands écrivains italiens de l’époque (Giovanni Pascoli, Gabriele D'Annunzio, Grazia Deledda, Edmondo De Amicis) ainsi que celles des illustrateurs les plus raffinés (entre autres Umberto Brunelleschi, Ottorino Andreini et Filiberto Scarpelli).
C'est également sur les pages de ce magazine qu’apparurent les 55 épisodes du Journal de Jean la Bourrasque (titre original : Il giornalino di Gianburrasca) - entre le 7 février 1907 et le 17 mai 1908.
Bertelli mourut le 27 novembre 1920. Il est inhumé au cimetière des Portes Saintes, à Florence.

## Publications
Le même titre original, en différentes versions :
- Giannino Furioso - Ou le journal d'un fripon (titre original : Il giornalino di Gianburrasca), traduit par Nicolas Cazelles, 1986, 328 p., éditions PHEBUS

- Giannino Furioso - Ou le journal d'un fripon, seconde édition (titre original : Il giornalino di Gianburrasca), traduit par Nicolas Cazelles, 2001, 480 p., éditions PHEBUS

- Le Journal de Jean la Bourrasque (titre original : Il giornalino di Gianburrasca), traduit par Nouchka Quez Cauwet, 1995, 382 p., éditions Hachette jeunesse